# 38 svědků
38 svědků (v originále 38 Témoins) je francouzsko-belgický hraný film z roku 2012, který režíroval Lucas Belvaux podle vlastního scénáře. Film je adaptací románu Didiera Decoina s názvem Est-ce ainsi que les femmes meurent? Snímek měl světovou premiéru na filmovém festivalu v Angers dne 28. ledna 2012.

## Děj
V Le Havre na Rue de Paris, jsou obyvatelé v šoku od brutální vraždy mladé ženy, která se odehrála v noci. Louise Morvand se den po tragédii vrátila ze Šanghaje a pociťuje všeobecnou apatii. Místní obyvatelé, které vyslýchala policie, nic nevědí. Všichni spali, nic neviděli, nic neslyšeli. Louisin manžel Pierre se jí svěří, co se doopravdy stalo.
V noci vraždy ho probudil křik zvenčí. Z okna viděl potácející se postavu, která křičela. Je zmítán pocity viny a rozhodne se, že se ke všemu přizná policii.
Ředitel justiční policie Pierra Morvanda vyslechl, ale myslí si, že si Morvand vymýšlí. Pokud říká pravdu, znamená to, že 37 dalších svědků lhalo, což se zdá nepravděpodobné. Během následujících výslechů také jeho sousedi přiznávají, že slyšeli křik a nereagovali.
Sylvie Loriot, novinářka z Le Havre Libre, získá tyto informace a před zveřejněním svého článku provede rozhovor s veřejným žalobcem. Ten jí nařídí, aby nic nezveřejňovala, protože pokud by pravda vyšla najevo, byl by nucen stíhat 38 lidí za neposkytnutí pomoci osobě v nebezpečí.

## Obsazení
| Yvan Attal         | Pierre Morvand                |
| Sophie Quinton     | Louise Morvand, Pierrova žena |
| Nicole Garcia      | Sylvie Loriot, novinářka      |
| François Feroleto  | kapitán Léonard               |
| Natacha Régnierová | Anne                          |
| Patrick Descamps   | Petrini, svědek               |
| Didier Sandre      | prokurátor Lacourt            |
| Pierre Rochefort   | policista                     |
| Philippe Résimont  | násilník                      |
| Dimitri Rataud     | svědek                        |

## Ocenění
- Magritte: nejlepší původní scénář nebo adaptace (Lucas Belvaux)
- César: nominace v kategorii nejlepší adaptace (Lucas Belvaux)